# Montmorency (Val-d'Oise)
Montmorency /mõmɔʁɑ̃ˈsi/ è un comune francese di 21 695 abitanti situato nel dipartimento della Val-d'Oise nella regione dell'Île-de-France.

## Storia
Il centro diede il nome al grande Casato di Montmorency, una delle più antiche e illustri famiglie aristocratiche francesi. Il feudo passò nel Seicento ai Borbone-Condé grazie dell'eredità di Carlotta Margherita di Montmorency. 
Il ducato omonimo fu ribattezzato nel 1689 ducato di Enghien anche se il paese continuò a essere conosciuto anche come Montmorency, nome ripreso ufficialmente nel periodo 1790-1793 e poi definitivamente dal 1832 (il nome di Enghien rimase al centro termale di Enghien-les-Bains, comune autonomo dal 1850, che ne era in origine una frazione sul lago omonimo).
Tra Seicento e Settecento famoso fu il Castello barocco (chateau) di Montmorency, distinto dalla proprietà ducale e celebre soprattutto per il suo enorme parco e i suoi ospiti (nobili, compresi membri della Casa Reale, ed intellettuali tra cui Voltaire e Jean-Jacques Rousseau), che fu di diverse famiglie (tra cui proprio un ramo dei Montmorency a metà Settecento) fino alla sua distruzione a inizio Ottocento dopo le devastazioni della rivoluzione.

## Società

### Evoluzione demografica

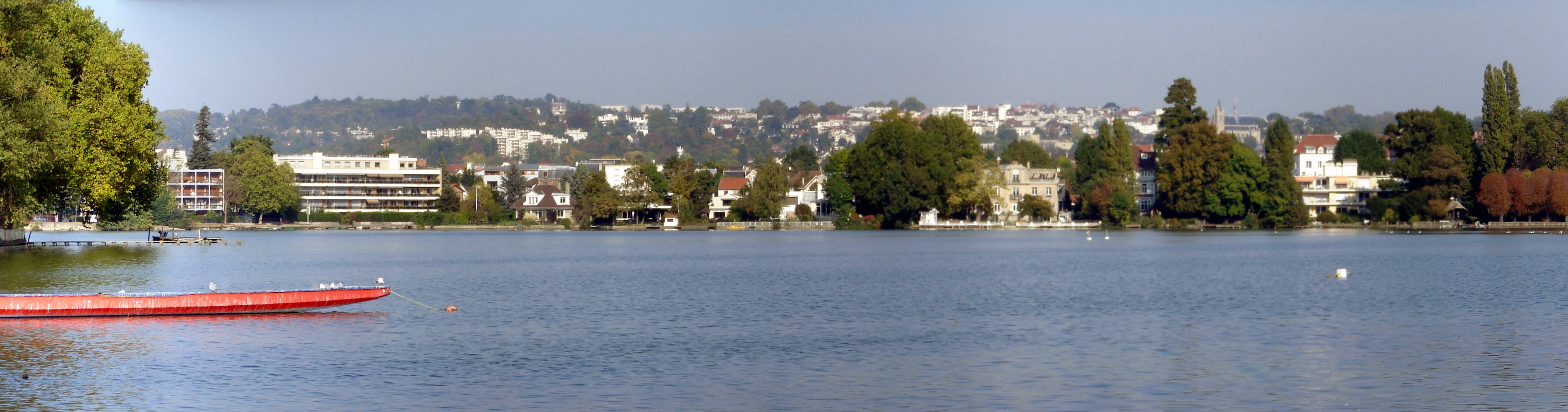
La città di Montmorency dalla sua collina vista del lago di Enghien

Abitanti censiti